# Hội Khoa học Hoàng gia Đan Mạch

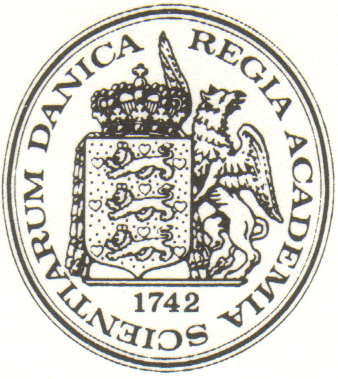
Logo của Hội Khoa học hoàng gia Đan Mạch

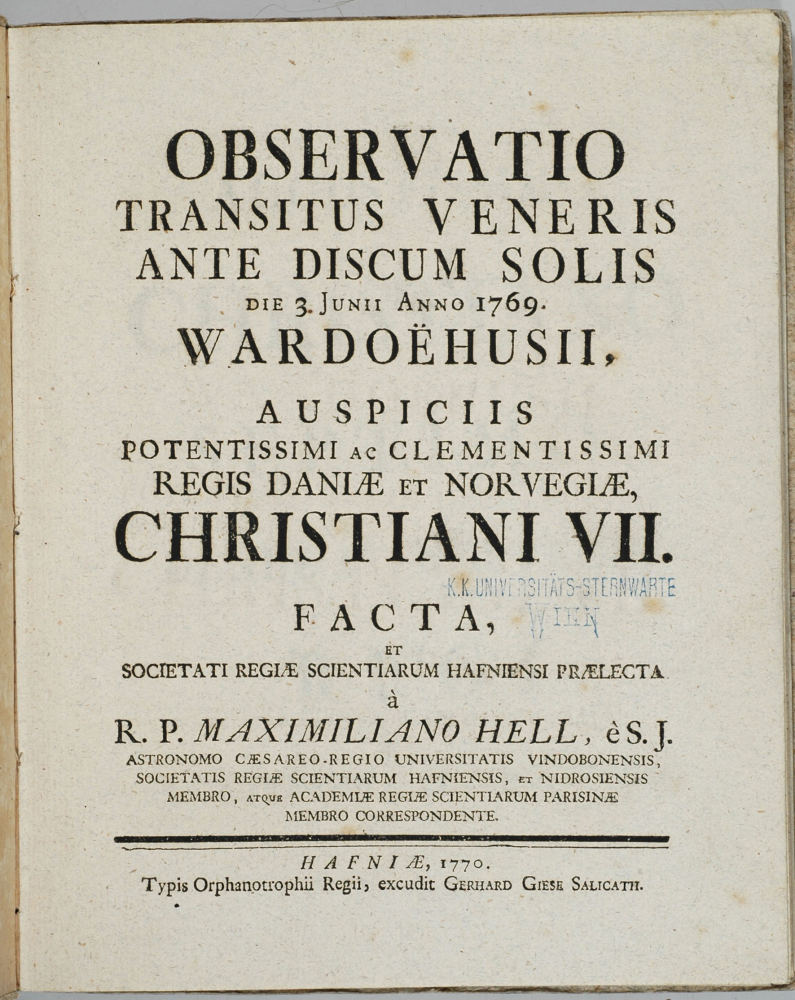
Một ấn phẩm của Hội Khoa học hoàng gia ĐanMạch: Observatio transitus Veneris ante discum Solis của Maximilian Hell ("Việc quan sát Sao Kim đi ngang qua Mặt Trời") in năm 1770

Hội Khoa học hoàng gia Đan Mạch (tiếng Đan Mạch: Det Kongelige Danske Videnskabernes Selskab) cũng gọi là Viện hàn lâm Khoa học hoàng gia Đan Mạch, được thành lập ngày 13. 11.1742 để nghiên cứu và phát triển khoa học. Ngày 11.1.1743 Hội được đặt dưới sự bảo trợ của nhà vua. Nhân dịp này mục tiêu chính của Hội cũng được đặt ra là nghiên cứu ngôn ngữ, lịch sử và địa lý của Đan Mạch và Na Uy. Dần dần sau này thêm các lãnh vực khác của khoa học tự nhiên và khoa học nhân văn.
Từ năm 1745 Hội đã xuất bản một loạt ấn phẩm nghiên cứu về khoa học tự nhiên cùng khoa học nhân văn. Từ năm 1763 tới năm1843, theo sắc lệnh của nhà vua ban hành ngày 26.6.1761, Hội đã lập bản đồ Đan Mạch và lãnh địa công tước, đây là bản đồ địa hình thực sự đầu tiên của Đan Mạch. Bản đồ này được vẽ theo tỷ lệ xích 1: 20.000, nhưng khi in ra thì lấy theo tỷ lệ xích 1: 120.000.
Một công trình khác của Hội là quyển Từ điển tiếng Đan Mạch, được xuất bản từ năm 1793-1905 gồm 8 tập.
Hội có khoảng 250 hội viên trong nước và 260 hội viên nước ngoài.
Hộ là thành viên quốc gia của Hội đồng Khoa học Quốc tế (ISC).

## Các chủ tịch
1. Johan Ludvig Holstein (1742-1763)
2. Otto Thott (1763-1770)
3. Henrik Hielmstierne (1776-1780)
4. Bolle Willum Luxdorph (1780-1788)
5. Andreas Peter Bernstorff (1788-1797)
6. Ernst Heinrich Schimmelmann (1797-1831)
7. Adam Wilhelm Hauch (1831-1838)
8. Prins Christian Frederik (1838-1848)
9. Anders Sandøe Ørsted (1848-1860)
10. Johan Nicolai Madvig (1867-1886)
11. Julius Thomsen (1888-1909)
12. Vilhelm Thomsen (1909-1927)
13. Niels Erik Nørlund (1927-1933)
14. Anders Bjørn Drachmann (1933-1934)
15. Holger Pedersen (1934-1938)
16. Søren Peter Lauritz Sørensen (1938-1939)
17. Niels Bohr (1939-1962)
18. Bengt Strömgren (1969-1975)
19. P.J. Riis (1975-1981)
20. Jens Lindhard (1981-1988)
21. Erik Dal (1988-1994)
22. Tom Fenchel (2004-2008)
23. Kirsten Hastrup (2008-)